# Ray Mallock
Pas d'image ? Cliquez ici
Ray Mallock (né le 12 avril 1951) à Barton on Sea en Angleterre est un ancien pilote de course automobile anglais qui a participé à des épreuves de Formule 1 et de Formule 2 ainsi qu'à des épreuves d'endurance aux mains de Sport-prototype dans des championnats tels que le Championnat du monde des voitures de sport, avec des courses comme les 24 Heures du Mans,, et le Championnat IMSA GT.

## Palmarès

### Résultats aux24 Heures du Mans
| Année | Écurie                               | Copilotes                       | Voiture              | Classe    | Tours | Pos. | Class Pos. |
| ----- | ------------------------------------ | ------------------------------- | -------------------- | --------- | ----- | ---- | ---------- |
| 1979  | Fisons Agricole - Simon Phillips     | Martin Raymond Simon Phillips   | De Cadenet-Lola T380 | Gr.6 +2.0 | 241   | 20e  | 3e         |
| 1982  | Viscount Downe - Pace Petroleum (en) | Simon Phillips Mike Salmon (en) | Nimrod NRA/C2        | C         | 317   | 7e   | 4e         |
| 1983  | Viscount Downe - Pace Petroleum (en) | Mike Salmon (en) Steve Earle    | Nimrod NRA/C2B       | C         | 218   | Abd. | Abd.       |
| 1984  | Viscount Downe Aston Martin          | Drake Olson (en)                | Nimrod NRA/C2B       | C         | 94    | Abd. | Abd.       |
| 1985  | Ecurie Ecosse                        | Mike Wilds David Leslie         | Ecosse (RML C285)    | C2        | 45    | Abd. | Abd.       |
| 1986  | Ecurie Ecosse                        | David Leslie Mike Wilds         | Ecosse (RML C286)    | C2        | 181   | Dsq. | Dsq.       |
| 1987  | Ecurie Ecosse                        | David Leslie Marc Duez          | Ecosse (RML C286)    | C2        | 307   | 8e   | 2e         |
| 1989  | Aston Martin ( Ecurie Ecosse)        | David Leslie David Sears (en)   | Aston Martin AMR1    | C1        | 153   | Abd. | Abd.       |

### Résultats enChampionnat du monde des voitures de sport
| Année | Écurie                               | Châssis       | Moteur                                     | Classe | 1   | 2        | 3        | 4        | 5        | 6   | 7        | 8       | 9   | 10  | 11  | Position | Points |
| ----- | ------------------------------------ | ------------- | ------------------------------------------ | ------ | --- | -------- | -------- | -------- | -------- | --- | -------- | ------- | --- | --- | --- | -------- | ------ |
| 1982  | Viscount Downe - Pace Petroleum (en) | Nimrod NRA/C2 | Aston Martin-Tickford DP1229 5,5 L V8 Atmo | C      | MON | SYL 4    | NUR      | LMS 4    | SPA 10   | MUG | FUJ      | BGH 7   |     |     |     | 29e      | 12     |
| 1983  | Viscount Downe - Pace Petroleum (en) | Nimrod NRA/C2 | Aston Martin-Tickford DP1229 5,5 L V8 Atmo | C      | MON | SYL 7    | NÜR      | LMS Abd. | SPA Abd. | FUJ | KYA      |         |     |     |     | 63e      | 4      |
| 1984  | Viscount Downe - Aston Martin        | Nimrod NRA/C2 | Aston Martin-Tickford DP1229 5,5 L V8 Atmo | C2     | MON | SYL Abd. | LMS Abd. | NÜR      | BHC      | MOS | SPA Abd. | IMO Np. | FUJ | KYA | SAN | 82e      | 3      |